# 何西亞

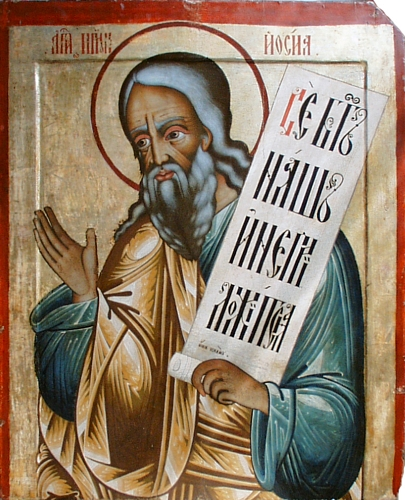
18世紀俄羅斯卡累利阿耶穌顯聖教堂的先知何西阿的聖像

何西阿或譯欧瑟亚（希伯來語：הושע），是《聖經·舊約》裡何西阿書的作者，他是公元前8世紀的一位先知，父親備利（Beeri）亦是當時的一位先知。何西阿依照上帝對他講的話，娶了歌蔑（現代中文譯本2019版譯為歌蜜）為妻，並育有數名子女。後來歌蔑果然正如上帝所言，拋夫棄子私奔去，但何西阿依然期待著她回來。果然後來歌蔑的確重新回來。上帝希望藉著這一件事來預言，雖然以色列人會離棄上帝，但上帝依然期待他們的回心轉意。